# Estadio Complejo Rentistas
El Complejo Rentistas se ubica en la ciudad de Montevideo, Uruguay. Fue inaugurado el 2 de agosto de 1998 con el enfrentamiento entre Rentistas y Liverpool por el Torneo Clausura de Primera División. En él se disputan los partidos de fútbol que Rentistas juega como local. Tiene una capacidad de 8232 espectadores (4600 paradas). El día 9 de marzo de 2023 inauguró la red lumínica con un partido amistoso entre Rentistas y la reserva de Argentinos Juniors con resultado de 1 a 1. El día 12 de marzo de 2023 se jugó el primer partido oficial entre Rentistas y Juventud de Las Piedras por el campeonato de segunda división con triunfo de Rentistas 1 a 0.

## Historia
El Complejo Rentistas se construye en un predio de varias manzanas que fue históricamente posesión del Club Atlético Rentistas. Sus obras finalizan en 1998 y se convierte en el único estadio construido en un terreno propio de la institución, hecho singular ya que los otros escenarios deportivos de la Ciudad de Montevideo se encuentran en predios municipales cedidos a los clubes, excepto el Estadio Campeón del Siglo de Peñarol y el Gran Parque Central de Nacional.
Se inaugura el 2 de agosto de 1998 con el duelo por la 1a. fecha del Torneo Clausura de Primera División entre Rentistas y Liverpool. El partido finaliza 1 a 1, convirtiendo el primer gol local en el Complejo Rentistas el brasileño Rafael Reffati sobre el final del partido.
Durante el segundo semestre de 1999 se construyeron las tribunas cabeceras para público de pie, las cuales albergan hasta 4600 espectadores. El Complejo cuenta a su vez con otras 3 canchas de fútbol, 1 cancha en construcción y se proyecta asimismo la construcción de una cancha de fútbol infantil y un Complejo deportivo con canchas de tenis, piletas, barbacoas y sala de reuniones.

### Césped artificial
A fines de febrero de 2018 se firmó contrato entre FIFA, AUF y Rentistas, donde FIFA construirá en el Complejo el primer piso sintético habilitado para competencia oficial. Dicho contrato es por 20 años y el Complejo estará a disposición de los planteles de fútbol femenino.
La FIFA optó por el Complejo Rentistas debido a que el predio es propiedad del club y Rentistas aceptó la totalidad de las condiciones impuestas por el máximo organismo del futbol internacional.
El domingo 17 de agosto de 2019 en este estadio se jugó el primer partido profesional masculino sobre césped artificial de la historia del fútbol Uruguayo, con el empate a 2 entre los equipos de Boston River (que ofició de local en esta cancha por no poseer una en propiedad actualmente) y Plaza Colonia.

### Red lumínica
El 9 de marzo de 2023 se inauguró la red lumínica, en un encuentro por un torneo amistoso, "La Noche Roja" frente al conjunto de Argentinos Juniors. El partido terminaría en empate 1-1, los goles vinieron a los 30´Guillermo López para Rentistas y a los  34´Juan Román Pucheta empataría para el conjunto argentino. El partido fue televisado por AUF TV, y contó con autoridades de AUF como el presidente Ignacio Alonso, autoridades y dirigentes de Rentistas como de Argentinos Juniors.  

## Accesos

### Como llegar
- Por Av. Don Pedro de Mendoza
- Por Cno. Rigel desde Av. José Belloni
- Por Cno. La Paz Mendoza desde Ciudad de La Paz

### Transportes
- Línea de transporte urbano: 175

### Ingreso
- Platea y cabeceras locales por Mendoza.
- Tribuna visitante por Rigel.